# Aridelus keralicus
Aridelus keralicus är en stekelart som beskrevs av T.C. Narendran och Sheeba 2005. Aridelus keralicus ingår i släktet Aridelus och familjen bracksteklar. Inga underarter finns listade.